# Resistans
 For alternative betydninger, se Modstand.
 For alternative betydninger, se Elektrisk modstand.
Fænomenet resistans, ohmsk modstand eller elektrisk modstand er en egenskab ved elektriske ledere, som forårsager et vist tab af elektrisk energi, i form af varmeudvikling, når man sender en elektrisk strøm igennem dem. Grunden til tabet af elektrisk energi skyldes, at de elektriske ladninger, som formidler strømmen, møder forhindringer i elektriske ledere. Størrelsen af den elektriske resistans i en given elektrisk leder måles i den afledte SI-enhed ohm (Ω) og afhænger af tre faktorer:
- Lederens længde - jo længere leder, desto større resistans.
- Lederens resistivitet - En materialeegenskab for det stof lederen er lavet af.
- Lederens tværsnitsareal - jo større areal, desto mindre resistans.

Med undtagelse af såkaldte superledere besidder alle elektriske ledere en vis elektrisk resistans større end 0 Ω. Er modstanden større end {\displaystyle 10^{7}} ohm kaldes det en isolator.
For jævnstrøm er resistansen i ohm er pr. definition den multiplikative inverse af konduktansen i siemens.

## Modstandskarakteristik
En modstandskarakteristik er en matematisk graf, hvor der enten måles strømmen som funktion af spændingen – eller spændingen som funktion af strømmen.
Her er det underforstået at temperatur og andre fysiske størrelser, der måtte påvirke holdes konstant, mens målingerne står på.

## Dynamisk eller differentiel modstand – og statisk modstand
En komponents eller et kredsløbs statiske modstand er defineret ved: 
{\displaystyle R_{\text{stat}}={\frac {U}{I}}}
hvor {\displaystyle R_{\text{stat}}} er den statiske modstand, {\displaystyle U} er spændingen over komponenten, og {\displaystyle I} er strømmen gennem komponenten.
Der findes ingen simpel komponent, som har negativ statisk modstand.
En komponents eller et kredsløbs dynamiske modstand eller differentielle modstand {\displaystyle R_{\text{dyn}}} er defineret ved:
{\displaystyle R_{\text{dyn}}={\frac {{\text{d}}U}{{\text{d}}I}}}
Der findes simple komponenter, som har negativ differentiel modstand på visse dele af deres modstandskarakteristik.

## Lineær modstand
En komponent, hvis statiske modstand er uafhængig af strømmen (herunder polaritet) gennem komponenten, er lineær. Komponenten en modstand er valgt/designet til at være lineær (og temperaturuafhængig). Selvom en komponent har en temperaturafhængig modstand, kan den stadig være lineær, hvis signalet energimæssigt er svagt i forhold hvor lang tid det tager at opvarme (eller afkøle) komponenten. Glødepærer, LDR-modstand, PTC-modstande og NTC-modstande er lineære og temperaturafhængige modstande. Fx kan man anvende glødepærer (som PTC-modstande), LDR-modstande og NTC-modstande til at stabilisere sinusoscillatorer.

## Ikke-lineær modstand
Der findes mange komponenter som udviser ikke-lineær modstand. Næsten alle halvlederkomponenter udviser ulineær modstand. En VDR-modstand er også ulineær – dens modstand afhænger per definition af spændingen.
Selvom en komponent er ikke-lineær, kan den godt have strøm-/spændings-intervaller, hvor den er lineær. Et simpelt eksempel er en parallelforbindelse af en diode og en modstand. Ved lave strømme (hvis spændingen er 0-0,1 volt) i diodens lederetning, vil man kun registrere modstanden, men ved middelhøje strømme vil dioden lede og her vil det samlede kredsløb udvise ulinearitet.